# 世界を揺るがした10日間

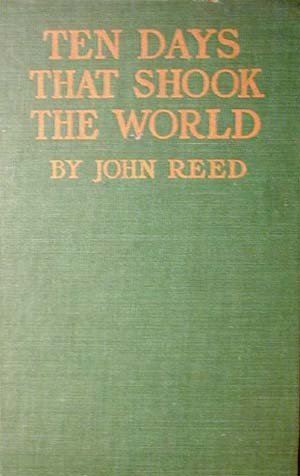
ボニ&リヴライト社の1919年初版

『世界を揺るがした10日間』（せかいをゆるがしたとおかかん、Ten Days That Shook the World）は、1917年のロシア十月革命についてアメリカ合衆国のジャーナリストで社会主義者のジョン・リードが執筆したルポルタージュ作品。リードは十月革命を直接経験した。リードはロシアにいる間に多くの著名なボリシェヴィキの指導者を取材した。ジョン・リードはこの本を出版してすぐの1920年に死去し、社会主義革命の英雄としてモスクワのクレムリンの壁に埋葬されている。

## 概要
リードはロシア革命を取材する間、社会主義者の雑誌である『マッセス』の編集を担当していた。リードは真実を書き留める誠実な記者としてロシア革命を目撃したいと述べていたにもかかわらず、この本の序文にて「私の同情心は決して中立的なものではなかった」と述べている（そのためこの本はボリシェヴィキの観点に傾倒したものとなっている）。
リードがロシアに向けて出発する前、1917年のスパイ活動法が6月15日に可決された。スパイ活動法は兵士の募集を妨げる者は無条件に投獄でき、反戦感情を助長するような新聞や雑誌を郵送することを禁じる法律であった。アメリカ合衆国郵便公社はこの法律を満たさない郵便物は配送を拒否する権利が与えられ、基準を満たさない雑誌は郵送することができなかったので、公的な出版物と見なされなくなった。このため、『マッセス』は1917年の秋にアメリカ合衆国連邦政府による出版の差し止めを余儀なくされた。1917年秋は第一次世界大戦を背景とした雑誌政策の変更が拒絶された後であった。『解放者』はマックス・イーストマンと姉妹の個人の運営によって創設されたが、『解放者』はリードのロシア革命に関する記事を載せていた。このような雑誌の存続のための努力の中で、イーストマンは自身の見解について徐々に妥協するようになった。
ロシアを発って1918年の4月にノルウェーのクリスチャニア（現・オスロ）から帰途につく中、2月23日以来アメリカ合衆国国務省によってアメリカに旅立つことかロシアに戻ることのどちらかを禁止された。リードのトランクの中の革命に関する記事やノート（ビラ、新聞や演説も含む）は税関の職員によって取り上げられた。税関の職員はリードが過去8か月の間にロシアでどのような活動を行っていたのか4時間ほど尋問した。マイク・ゴールドはリードがマンハッタンに到着したことを目撃しており、「法務省の職員の群れが彼から服や荷物を剥ぎ取り、彼を激しく尋問していた。リードは船の中で食中毒になっていた。この尋問は苦痛なものであった」と振り返っている。1918年の真夏に自宅に帰るまでの間、リードは革命の鮮明な印象が徐々に消えていくことを心配しており、政府によって取り上げられて返却を拒否された新聞を取り返すことに苦戦した。
リードは7か月後の11月まで資料を取り戻すことが出来なかった。リードが本を書くために一人でいる間、マックス・イーストマンはシェリダン・スクエアの中央でジョン・リードとの会談を思い起こした。

## 評価
『世界を揺るがした10日間』は1919年に出版されてから、賛否両論、様々な反応を持って受け取られた。しかしこの本は最初に出版された当時、一部の批判家はリードの政治的信念に反する批判を行ったが、全体的に好意的な評価を受けた。
アメリカの外交官、歴史家で、封じ込め政策の父として知られるジョージ・ケナンは共産主義に共感しなかったにも関わらず、この本を賞賛して、次のように述べている。
「リードによるロシア革命の説明は文学の力と洞察力と詳細についての　展望によってこの時代を記録し、この出来事を忘れた時あらゆる人に思い出させるだろう。」ケナンは眩しいほどの誠意と純粋な理想主義は想定外のアメリカ社会からの信用を勝ち取り、リード自身はこの利点を理解しなかったものの、結果としてこの信用がリードを守ったと見なしている。
1999年3月1日、『ニューヨーク・タイムズ』紙はニューヨーク大学のジャーナリスト作品ランキング100位の中で『世界を揺るがした10日間』を7位に挙げている。ミッチェル・ステファンズはこのランキングの編集長であったが、以下のようにこの判定の理由を説明している。
しかし全ての評価が肯定的ではなかった。ヨシフ・スターリンは1924年にリードはトロツキーに関して誤解を招いていると主張した。この本は赤軍の創設者であるトロツキーについてレーニンと共同で革命を導いたと見なし、スターリンについては2度しか言及していない。スターリンの言及の1度目はリストの中に名前が列挙されているだけであり、レーニンとトロツキーは国際的にも著名な革命家であったが、他のメンバーの活動については事実上知られてなかった。
ロシア人作家のルィバコフ・アナトーリーはスターリン体制化のソ連で『世界を揺るがした10日間』が出版禁止となった経緯を詳細に述べている。「主な仕事は社会主義者の強力な体制を築くことであった。そのため強固な権力が必要だった。スターリンはレーニンと共に権力に頂点にいた。レーニンと共に彼は10月革命を導いたのだ。ジョン・リードは10月革命の歴史と違った事を述べている。そのためジョン・リードは我々には必要ない。」スターリンの死後に、この本は再出版されることが許された。
2000年に保守主義の研究機関であるISI(Intercollegiate Studies Institute)はホームページに、『世界を揺るがした10日間』を、20世紀のワーストブック・ランキング50位で記載した。

## 出版
この本が最初に出版された後、リードは1919年の秋にロシアに戻り、レーニンがこの本を読む時間を取ったと知り、大喜びした。さらにレーニンはこの本の書評を書く事に同意し、ボニ&リヴライト社による1922年版からは以下の文章が載せられた。
ジョージ・オーウェルが小説『動物農場』の紹介として書いた「報道の自由」（1945年）の中で、オーウェルは「イギリス共産党はレーニンの紹介とトロツキーへの言及を省略した版を出版している」と批判した。

## 映画
1928年にはセルゲイ・エイゼンシュテインによってこの本が映画化された。
1967年にオーソン・ウェルズによって同タイトルでリメイクされた作品がグラナダのテレビ局によって放送された。
ジョン・リード自身の功績とこの著作により、1981年にウォーレン・ベイティ監督・主演で『レッズ』が映画化された。
1982年にソ連の映画監督セルゲイ・ボンダルチュクが製作した『赤い鐘』に大きな影響を与えた（『赤い鐘』の副題は『世界を揺るがした10日間』である）。
共産主義者の映画脚本家であるレスター・コールに1946年の作品『東京スパイ大作戦』ではジェームズ・キャグニーとシルヴィア・シドニーが演じる2人の登場人物が、作中で10日間かかる計画を共に立てているときに”世界を揺るがす10日間”という台詞を言う場面がある。

## 日本語版一覧
各・日本語版のタイトルは訳者や版元により異なったバリエーションで刊行である。
- 樋口弘・佐々元十訳『世界を震撼させた十日間』弘津堂書房、1929年。伏字多数の抄訳
- 原光雄訳『世界を震撼させた十日間』三一書房<上下>、1946年。大戦中に訳した
- 福沢守人訳『世界を震撼せる十日間』三光社、1946年。副題はロシア革命の歴史的記録
- 篠原道雄訳『世界を震撼させた十日間』三一書房、1952年
- 下村宗雄訳『世界を震撼せる十日間』彩光社<上下>、1955年。新書判
- 原光雄訳『世界をゆるがした十日間』岩波書店<岩波文庫 上下>、1957年、改版2011年
- 大崎平八郎訳『世界を震撼させた十日間』角川書店<角川文庫>、1972年
- 小笠原豊樹・原暉之訳『世界をゆるがした十日間』[18]筑摩書房<筑摩叢書>、1977年
- 松本正雄・村山淳彦訳『世界をゆるがせた十日間』新日本出版社<新日本文庫 上下>、1977年
- 小笠原豊樹・原暉之訳『世界をゆるがした十日間』筑摩書房<ちくま文庫>、1992年。電子書籍版（上下）2010年、新版（全1巻）2016年
- 伊藤真訳『世界を揺るがした10日間』光文社<光文社古典新訳文庫>、2017年。電子書籍版、2018年

## 関連事項
- ボリシェヴィキ
- 共産主義
- ロシア革命